# سكر بنات
سكر بنات، يعرف أيضًا باسم كارميل كعنوان دولي، هو فيلم لبناني أنتج عام 2007. وهو الفيلم الروائي الأول لمخرجته نادين لبكي. عُرض الفيلم لأول مرة في 20 أيار/مايو 2007 في مهرجان كان السينمائي ضمن قسم «أسبوعا المخرجين» ورُشح لجائزة الكاميرا الذهبية.
تُركز القصة على حياة خمس نساء لبنانيات يواجهن قضايا كالحب الممنوع، والتقاليد المُلزمة، والجنسانية المُكبوتة، والصراع لقبول عملية التقدم في السن الطبيعية، والواجب مقابل الرغبة. يمتاز فيلم لبكي بعدم عرضه بيروت كمدينة مزقتها الحرب، بل بتصويرها مكانًا دافئًا وجذابًا، حيث يتعامل الناس مع قضايا عالمية.
يشير عنوان الفيلم إلى طريقة إزالة الشعر التي تتكون من تسخين السكر والماء وعصير الليمون. كما تلمح لبكي رمزيًا إلى "فكرة الحلو والمالح، الحلو والحامض" وتُظهر أن العلاقات اليومية قد تكون لزجة في بعض الأحيان ولكن في النهاية تسود الأخوة المشتركة بين الشخصيات النسائية الرئيسية.

## القصة
تدور أحداث «سكر بنات» حول حياة خمس نساء لبنانيات متشابكات. تعمل ليال في صالون تجميل ببيروت مع امرأتين أخريين، هما نسرين وريما. ليال عالقة في علاقة مسدودة مع رجل متزوج. نسرين لم تعد عذراء، لكنها على وشك الزواج، وفي عائلتها المحافظة، لا يُقبل ممارسة الجنس قبل الزواج. ريما منجذبة للنساء. جمال، زبون دائم وطموح في عالم التمثيل، قلق بشأن التقدم في السن. روز، خياطة لديها محل مجاور للصالون، امرأة عجوز كرّست حياتها لرعاية أختها الكبرى ليلي، التي تعاني من اضطراب عقلي، وقد وجدت حبها الأول.
لا يُشير الفيلم إلى أيٍّ من المشاكل السياسية أو الحروب الأخيرة التي عصفت بلبنان. بل تُصوّر قصة لبكي الناس العاديين الذين يواجهون مشاكل يومية.

## الممثلون
- نادين لبكي في دور ليال
- عادل كرم في دور يوسف (الشرطي)
- ياسمين المصري في دور نسرين
- جوانا مكرزل في دور ريما
- جيزيل عواد في دور جمال
- سهام حداد في دور روز
- عزيزة سمعان في دور ليلي (أخت روز الكبرى)
- فاطمة صفا بدور سهام (سيدة غامضة ذات شعر طويل تنجذب إليها ريما)
- إسماعيل عنتر بدور بسام (خطيب نسرين)
- فادية ستيلا في دور كريستين
- ديمتري ستانوفسكي في دور شارل

## الإنتاج
اختارت لبكي أن تضم في الغالب ممثلين غير محترفين.
انتهى تصوير فيلم «سكر بنات» قبل تسعة أيام فقط من اندلاع الحرب الإسرائيلية اللبنانية في تموز/يوليو 2006، وعُرض في مهرجان كان بعد عام واحد بالضبط من بدء التصوير. حُوِّل متجر ملابس قديم في منطقة الجميزة ببيروت إلى صالون لتصوير الفيلم. كانت كارولين لبكي، شقيقة نادين، مصممة الأزياء. أما الموسيقى فقد لحنها خالد مزنر. وبعد وقت قصير من عرض الفيلم، تزوجت لبكي منه.

## الموسيقى التصويرية
وضع الموسيقى التصويرية للفيلم المؤلف الموسيقي خالد مزنر، واحتوى الفيلم على أغنيتين بعنوان «سكر بنات» و «يا مرايتي» من غناء الفنانة رشا رزق.

## الاستقبال
في موقع تجميع المراجعات روتن توميتوز حصل على 94% من النقاد أعطوا الفيلم تقييمات إيجابية، بناءً على 80 مراجعة بمتوسط تقييم 7.3/10. وكان إجماع النقاد على الموقع على أن «فيلم سكر بنات دراسة ثقافية ثاقبة، ودراما كوميدية ساحرة من مخرجة موهوبة جديدة». وأفاد موقع ميتاكريتيك أن الفيلم حصل على متوسط تقييم 70 من 100، بناءً على 17 مراجعة، مما يشير إلى «تقييمات إيجابية بشكل عام».

## روابط خارجية
- سكر بنات على موقع IMDb (الإنجليزية)
- سكر بنات على موقع ميتاكريتيك (الإنجليزية)
- سكر بنات على موقع روتن توميتوز (الإنجليزية)
- سكر بنات على موقع نتفليكس (الإنجليزية)
- سكر بنات على موقع قاعدة بيانات الأفلام العربية
- سكر بنات على موقع ألو سيني (الفرنسية)
- سكر بنات على موقع Turner Classic Movies (الإنجليزية)
- سكر بنات على موقع أول موفي (الإنجليزية)
- سكر بنات على موقع بوكس أوفيس موجو (الإنجليزية)
- سكر بنات على موقع فيلمافينيتي (الإسبانية)
- شريط دعائي للفيلم على يوتيوب